# Abronia latifolia
Abronia latifolia är en underblomsväxtart som beskrevs av Johann Friedrich Gustav von Eschscholtz. Abronia latifolia ingår i släktet Abronia och familjen underblomsväxter. Inga underarter finns listade i Catalogue of Life.

## Bildgalleri

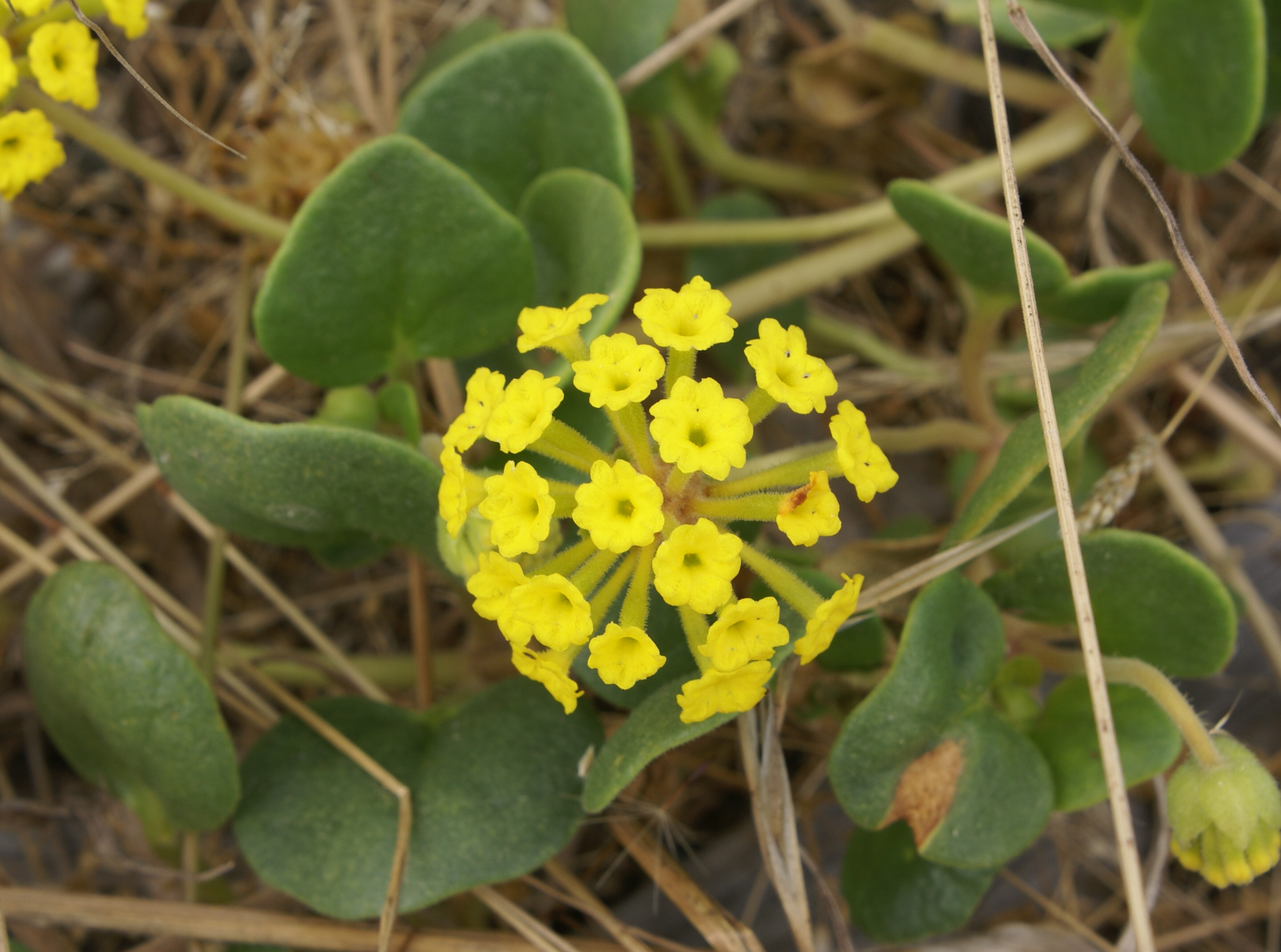
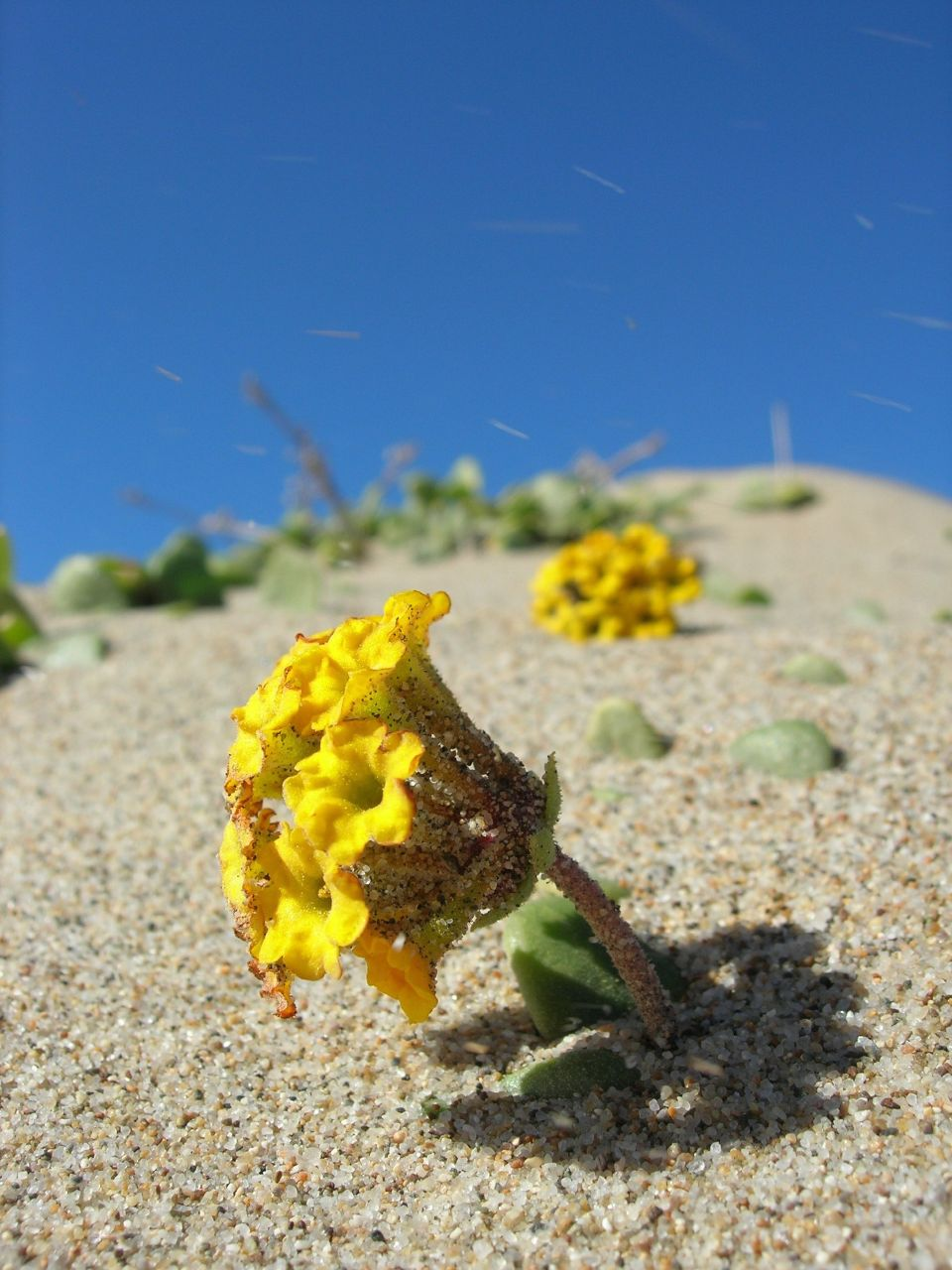
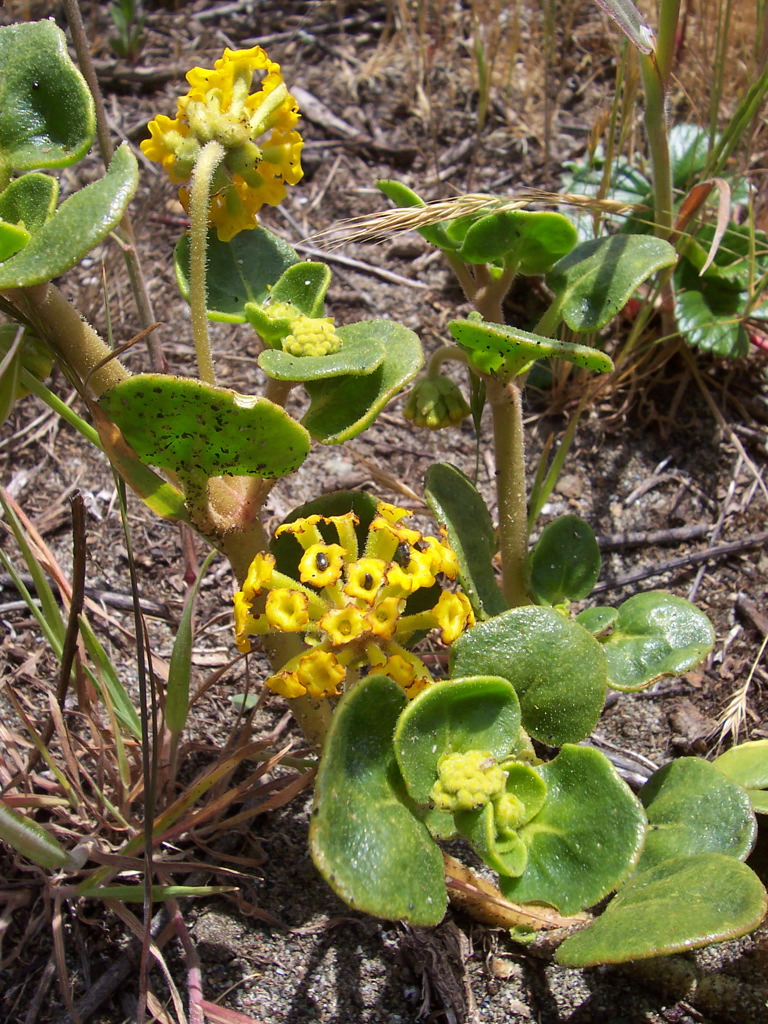
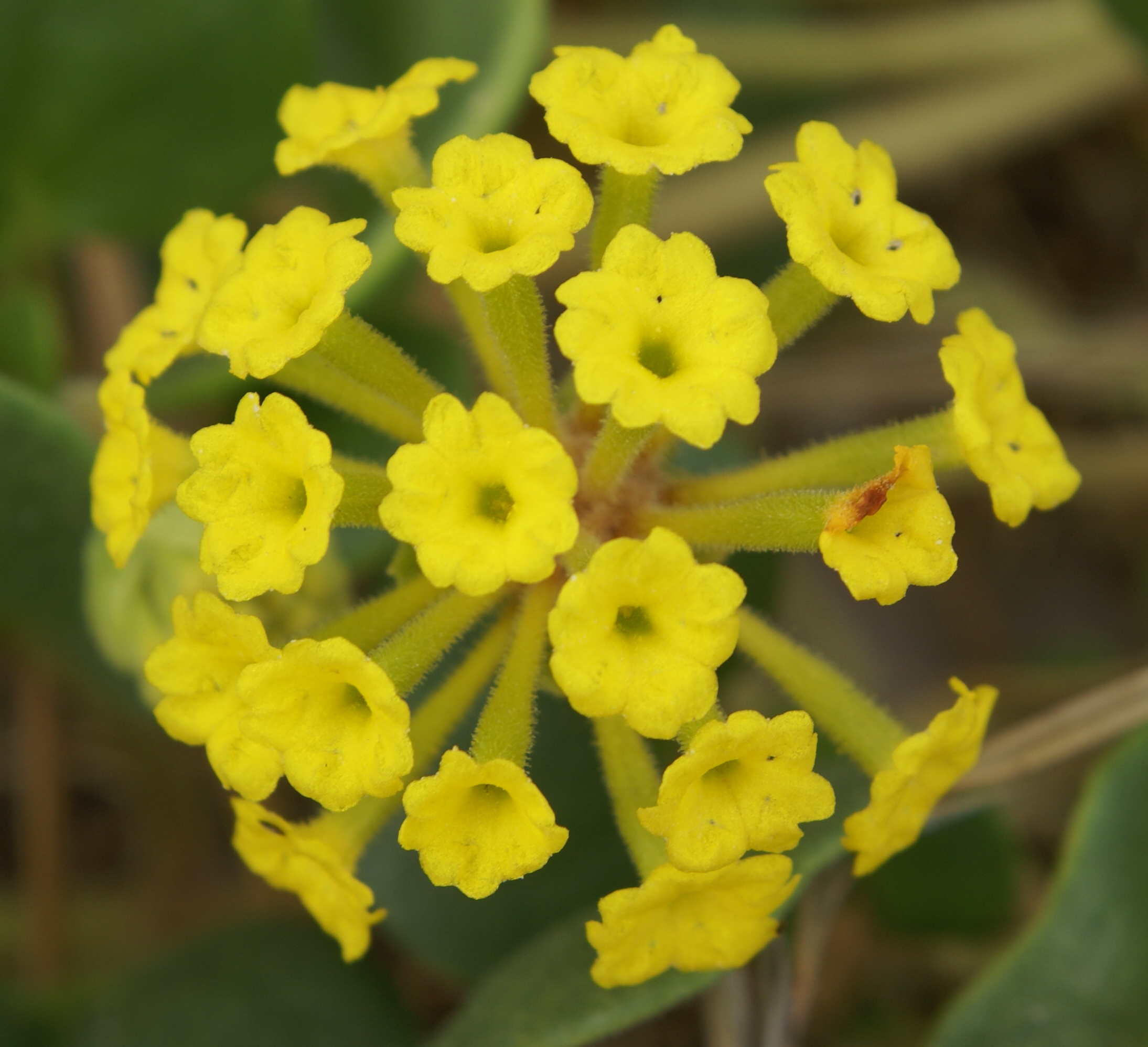
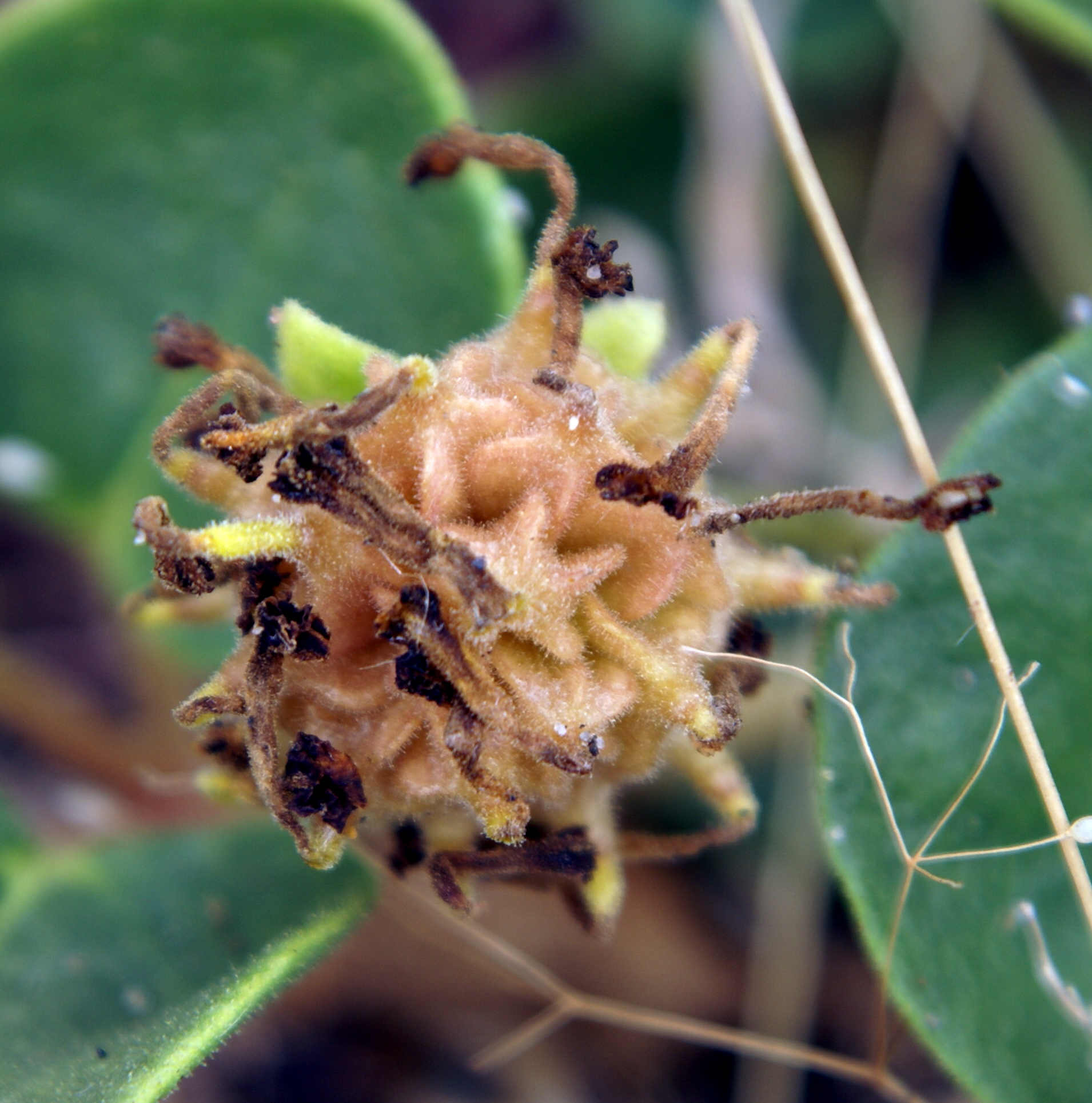
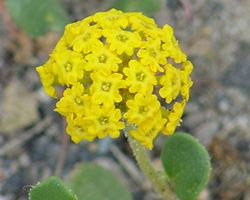